# Šizoafektivni poremećaj
Šizoafektivni poremećaj (SZA, SZD) je mentalni poremećaj koji karakterišu abnormalni misaoni procesi i nestabilno raspoloženje. Ova dijagnoza zahteva simptome šizofrenije (psihoze) i poremećaja raspoloženja: ili bipolarni poremećaj ili depresiju. Glavni kriterijum je prisustvo psihotičnih simptoma najmanje dve nedelje bez ikakvih simptoma raspoloženja. Šizoafektivni poremećaj se često može pogrešno dijagnozirati kada tačna dijagnoza može biti psihotična depresija, bipolarni I poremećaj, šizofreniformni poremećaj ili šizofrenija. Ovo je problem jer se lečenje i prognoza u velikoj meri razlikuju za većinu ovih dijagnoza. Mnogi ljudi sa šizoafektivnim poremećajem imaju druge mentalne poremećaje, uključujući poremećaje anksioznosti.
Postoje tri oblika šizoafektivnog poremećaja: bipolarni (ili manični) tip (označen simptomima šizofrenije i manije), depresivni tip (obeležen simptomima šizofrenije i depresije) i mešoviti tip (obeležen simptomima šizofrenije, depresije i manije). Uobičajeni simptomi uključuju halucinacije, zablude i neorganizovan govor i razmišljanje. Slušne halucinacije, ili „slušanje glasova“, su najčešće. Početak simptoma obično počinje u adolescenciji ili mladom odraslom dobu. Na skali rangiranja progresije simptoma u vezi sa šizofreničnim spektrom, šizoafektivni poremećaj spada između poremećaja raspoloženja i šizofrenije u pogledu težine.
Genetika (istražena u oblasti genomike); problemi sa neuronskim kolima; hronični rani, i hronični ili kratkoročni trenutni stres životne sredine izgledaju kao važni uzročni faktori. Nije pronađen nijedan izolovani organski uzrok, ali postoje opsežni dokazi o abnormalnostima u metabolizmu tetrahidrobiopterina (BH4), dopamina i glutaminske kiseline kod ljudi sa šizofrenijom, psihotičnim poremećajima raspoloženja i šizoafektivnim poremećajem.
Dok je dijagnoza šizoafektivnog poremećaja retka, 0,3% u opštoj populaciji, smatra se uobičajenom dijagnozom među psihijatrijskim poremećajima. Dijagnoza šizoafektivnog poremećaja zasniva se na kriterijumima DSM-5, koji se uglavnom sastoje od prisustva simptoma šizofrenije, manije i depresije, i vremenskih odnosa između njih.
Glavni trenutni tretman su antipsihotični lekovi u kombinaciji sa jednim ili oba stabilizatora raspoloženja i antidepresiva. Neki istraživači su zabrinuti da antidepresivi mogu povećati psihozu, maniju i dugotrajne epizode raspoloženja u poremećaju. Kada postoji rizik za sebe ili druge, obično na početku lečenja, hospitalizacija može biti neophodna. Psihijatrijska rehabilitacija, psihoterapija i profesionalna rehabilitacija su veoma važni za oporavak više psihosocijalne funkcije. Kao grupa, ljudi sa dijagnozom šizoafektivnog poremećaja prema kriterijumima DSM-IV i ICD-10 (koji su od tada ažurirani) imaju bolji ishod, ali imaju promenljive individualne psihosocijalne funkcionalne ishode u poređenju sa osobama sa poremećajima raspoloženja, od goreg ka istom. Ishodi za osobe sa DSM-5 dijagnoziranim šizoafektivnim poremećajem zavise od podataka iz prospektivnih kohortnih studija, koje još nisu završene. DSM-5 dijagnoza je ažurirana jer su kriterijumi DSM-IV doveli do prekomerne upotrebe dijagnoze; to jest, kriterijumi DSM-IV su doveli do toga da je mnogim pacijentima pogrešno dijagnoziran poremećaj. Procene prevalencije DSM-IV bile su manje od jednog procenta populacije, u rasponu od 0,5–0,8 procenata; novije procene prevalencije DSM-5 još uvek nisu dostupne.

## Literatura
- Moore, D.P.; Jefferson, J.W. (2004). Handbook of medical psychiatry (2nd изд.). Philadelphia: Elsevier/Mosby. стр. 126–127. ISBN 978-0-323-02911-7.
- Goetzt, C.G. (2003). Textbook of clinical neurology (2nd изд.). Philadelphia: W.B. Saunders. стр. 48. ISBN 978-0-7216-3800-3.